# 전예원
전예원(2002년 5월 29일 ~ )은 대한민국의 희극 배우이다.

## 방송
- 코미디TV 스마일킹